# Makija
Makija (italijansko macchia, dob. 'grmičevje, goščava',francosko Maquis, dob. 'goščava'), često macchia mediterranea v Italiji; korziško machja, hrvaško makija; okcitansko maquís; katalonsko màquia) je savani podoben grmičast biom v sredozemski regiji, ki ga običajno sestavljajo gosto rastoči zimzeleni grmi.
Za makijo so značilne rastline iz družine Lamiaceae, rodov Laurus (navadni lovor) in Myrtus ter vrste Olea europaea, Ceratonia siliqua in Ficus carica, razne krhlike (Rhamus), rujevina (Pistacia), hrapavi oponec (Smilax aspera), hrasti (Quercus), navadni rožmarin (Rosmarinus officinalis) in še drugo rastlinje. Podobno je garrigue.

## Razširjenost
Rastlinska tvorba makije je značilna za območja s sredozemskim podnebjem. To se dogaja v prekinjenem pasu na ustreznih zemljepisnih širinah po vsem svetu na bolj deževni zahodni strani celin. Za zmerno-subtropsko podnebje so značilne razmeroma obilne zimske padavine, poletne suše in odsotnost močnih nočnih zmrzali skozi vse leto. Izogiba se regijam z zelo malo padavinami ali celinskim podnebjem. Poleg same sredozemske regije se ustrezen biom sredozemske vegetacije obsežno pojavlja na štirih drugih območjih sveta (Kalifornija, osrednji Čile, Južna Afrika, jugozahodna Avstralija). V teh regijah so grmovne formacije, ki so fiziognomsko zelo podobne makiji in ekološko ustrezajo, čeprav nimajo skupne ene same rastlinske vrste (konvergentna evolucija). Rastlinstvo, ki ustreza makiji, se imenuje chaparral v Ameriki (tudi matorral v špansko govorečih državah) in fynbos v Južni Afriki.
V predelih nekdanje Jugoslavije se je makija razvila predvsem na otokih Hrvaške, v obmorskem pasu Dalmacije, v primorju Črne gore, ponekod pa tudi v severnejših predelih, vključno z Istro.

## Izvor
Makija je nastala iz gozdov, ki so jih ljudje in njihova živina preveč izkoriščali. Tisoče let prekomerne rabe s strani ljudi (poljedelstvo s požigalništvom, paša, netrajnostno pridobivanje lesa) je privedlo do degradacije velikih hrastovih gozdov, ki običajno prevladujejo v pokrajini, v tri do pet metrov visoko grmičevje, podobno panjevcem. V Sredozemlju se je visok in sklenjen gozd črnike, ki je nekoč zaznamoval regijo, stopil v drobne, večinoma delno degradirane ostanke. Tukajšnjo naravno gozdno vegetacijo je treba prepoznati po reliktih in stopnjah degeneracije. Vegetacija makije je rešila večino vpletenih rastlinskih vrst pred izumrtjem in se lahko regenerira v gozd. Degradacija se je začela v času Rimskega cesarstva in se je v srednjem veku le v omejenem obsegu zmanjšala. Poleg materialne rabe lesa (ladjedelništvo, gradbeni materiali) je bil les najpomembnejša energetska surovina pred široko uporabo fosilnih goriv, kot je premog - les so uporabljali tako za ogrevanje zasebnih in javnih stavb kot metalurško pri taljenju takrat znanih kovin. Za izkoriščanje kovinskih mineralnih surovin je bila razpoložljivost ustreznih gozdov pogosto pomembnejša od vsebnosti kovin v razpoložljivih rudah. Pod pojmom pomanjkanja lesa se je stoletja polemično razpravljalo o prekomerni rabi gozdov severno od Alp, kar je nazadnje pripeljalo do razvoja koncepta trajnosti na saški gozdarski akademiji Tharandt (med drugim je bila zadolžena za zagotavljanje zadostne oskrbe Rudnega gorovja z lesom) – pridobivanje le do te mere, da se gozd lahko obnovi naravno ali s človeškim posredovanjem (pogozdovanje).

## Značilnosti
Za sklenjeno makijo je značilno gosto grmičevje s prepletenimi vejami in prepletene liane s trni, ki so za človeka in večje sesalce težko prehodne. Močno senčenje, ki ga povzročajo zimzeleni listi, pomeni, da ima podrast le redek in z vrstami reven zeliščni sloj. Intenzivna paša makije in z njo povezana erozija tal povzročata nadaljnje stopnje propadanja, z vrstami bogatih nizko rastočih kamnitih resav. Te oblike vegetacije imajo različna imena, garrigue v Franciji, phrygana v Grčiji, tomillares v Španiji. Makije in skalnate resave se pogosto izmenjujejo in prelivajo ena v drugo.

## Uporaba pri ljudeh
Glavna žival, ki se uporablja za makijo, je domača koza, katere krma je lahko sestavljena iz 60 odstotkov ali več listov in vej. Ovce in prašiči so v makiji veliko manj doma. Ob paši so makijo občasno sežigali, da bi pašnim živalim omogočili dostop do pašnikov in izboljšali njihovo krmo. Poleg tega se nekatera hranila za rastline, ki so vezana v vegetaciji, sprostijo nazaj v tla med poljedelstvom. Požigalništvo je zdaj prepovedano v vseh sredozemskih državah, vendar se v mnogih primerih še vedno izvaja. Po požaru se lahko makija obnovi v nekaj letih, če ni nadaljnjih degradacijskih vplivov.
Makija je lahko zelo obsežna v delih Sredozemlja, zlasti na otokih. Več kot polovico Korzike pokriva makija. Makija je izjemno občutljiva na gozdne požare. Po tako škodljivem požaru pa ista rastlinska združba v nekaj letih ponovno zraste (primer iz Turčije in Sardinije). Če makijo prepogosto kurimo, se ne more več popolnoma obnoviti. Vegetacija makije, za katero so značilni pogosti požari, je opazna zaradi propadanja sklerofilnih zimzelenih drevesnih in grmovnih vrst, predvsem v korist cistusov (Cistus spp.). Zimzeleni, od enega do tri metre visoki grmi so včasih tako gosti, da pod njimi ni nobene zelnate plasti (podobno kot žive meje v srednji Evropi). Očiščene površine z nizko vegetacijo so praviloma prepredene z mozaiki.

## Vrste vegetacije
Glede na svojo široko geografsko in ekološko amplitudo je vegetacija makije v različnih regijah različno razvita, odvisno od geološkega podtalja, lokalne klime in zgodovine uporabe. Vrstno bazo povsod tvorijo vrste iz prvotnih gozdnih formacij. Makijeva vegetacija se od gozda razlikuje predvsem po nižji višini, v ugodnih okoliščinah pa lahko v makiji preživijo načeloma vsi tipi sklerofilnih gozdov (gozdovi črnike, Quercetea ilicis). Črničevje (Quercus ilex) redno sodeluje v grmičasti obliki v vegetaciji makije, če ni preveč degradirana. Druge vrste hrastov, zlasti bolj toploljuben hrast prnar (Quercus coccifera), ki ga najdemo predvsem v vzhodnem Sredozemlju, lahko preživijo celo v obliki kroglastih pritlikavih grmov tudi v skalnatih resavah. Druge razširjene vrste so lihopernata rujevina (Pistacia terebinthus), širokolistna zelenika (Phillyrea latifolia), rakitovec (Rhamnus alaternus) in ostrolistni beluš (Asparagus acutifolius) in hrapavi oponec (Smilax aspera). Blizu obale oblikuje svoje lastne vidike markantni drevesni mleček (Euphorbia dendroides).
V posebej toplih in suhih legah, običajno blizu morja, lahko črničevje propade. Tu so značilne oblike divje oljke (Olea europaea var. sylvestris), rožičevca (Ceratonia siliqua), mastike (Pistacia lentiscus), meta Teucrium fruticans idr. Drevesna vresa (Erica arborea), francoska sivka (Lavandula stoechas), kaduljelistni brškin (Cistus salviifolius) in košeničica (Genista spp.) so značilne za makijo na legah, ki so revne. Na legah, bogatih z apnom, sta na primer najraje navadna mirta (Myrtus communis) in grška jagodičnica (Arbutus andrachne), ki ga najdemo le v vzhodnem Sredozemlju.